# ヨハン・シック
ヨハン・ヴァレンティン・シック(ドイツ語：Johann Valentin Schickh、1770年1月6日 - 1835年8月1日)は、
オーストリアの紡績商、ジャーナリスト。ウィーン生まれ、バート・ガスタインで没。

## 生涯
リンツの毛織物・織布・絨毯の宮廷工場の役人の子で、自身も紡績の商人・製造業者として名を成した。1814年、ウィーンで綿織物・手芸品販売店「3人のグラティア館」(Zu den drey Grazien)を開設した。シックの名は1816年にウィーンで創刊した「ウィーン流行新聞」(Wiener Moden-Zeitung)の発行人として知られるところとなっている。翌1817年、「芸術・文学・劇場・流行のウィーン雑誌」と改称し、アドルフ・ボイエルレ(1786-1859)の「ウィーン劇場新聞」と並び、ウィーンを代表する文化芸能誌としての地歩を確立した。紙面ではベートーヴェンとシューベルトもしばしば言及されている。シック自身、ベートーヴェンと親交を結んでおり、ベートーヴェンが耳が不自由になってから付けていた会話帳にも、シックの名前は頻繁に登場する。ときに、ベートーヴェンとシューベルトの作品には、世間向けの最初の公表がシックの紙面上でなされるものもあった。
自身が創刊した雑誌の発行人を生涯務め、死後の後任はフリードリヒ・ヴィットハウアー(1793-1846)。